# Jason James
Jason «Jay» James es un bajista galés, más conocido por haber sido integrante de la banda de Metalcore Bullet For My Valentine, desde 2003 a 2015. Caracterizado por la velocidad de los Riffs y de los ciclos del Bajo en canciones como The Poison o Scream Aim Fire.
Después de la laringitis sufrida por Matt en noviembre del 2006, Jay se encargó de muchos de los guturales de la banda en las presentaciones en vivo, y de igual manera en las grabaciones de estudio, hace las voces y coros de la banda. 
Jay colaboró con Dear Superstar haciendo los guturales en la canción "LiveLoveLie". 
Debido a la hospitalización de su hija, se han postergado muchas de las presentaciones de la banda, pero en ningún momento se ha hablado de su retiro definitivo.
Hace 14 años contrajo matrimonio con su actual esposa Manuela Harris, quien lo ha acompañado en varias de sus giras con la banda.
Tiene una hija llamada Abigail, nacida en 2006, y un hijo, nacido en julio de 2010

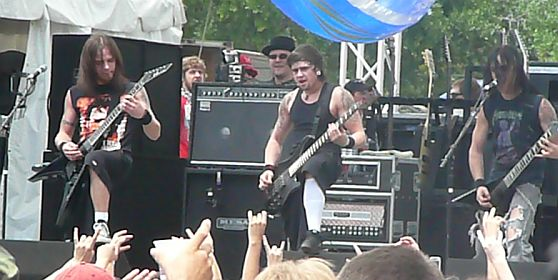
James al centro, en el cumple 14 de la banda: 28 de abril de 2007

## Curiosidades
Usa Bajos Jackson, MusicMan y Gibson en presentaciones en vivo.
Es fiel fanático a bandas como Megadeth, Black Sabbath. Y Su compositor favorito es Steve Harris de Iron Maiden
Estuvo en una banda nombrada N.U.K.E. con la cual grabó 4 canciones, para después suistituir a Nick Crandle en Jeff Killed John, Que pasaría a llamarse Bullet For My Valentine con su entrada.